# 학산로 (대구)
학산로(鶴山路, Haksan-ro)는 대한민국 대구광역시 달서구 월성동 월성네거리에서  달서구 송현동을 잇는 대구광역시의 도로다.

## 주요 경유지
대구광역시
- 달서구 (월성동, 본동, 송현동)

## 노선
| 이름           | 접속 노선             | 소재지        | 소재지        | 비고          |
| 조암로와 직결  | 조암로와 직결         | 조암로와 직결 | 조암로와 직결 | 조암로와 직결 |
| -------------- | --------------------- | ------------- | ------------- | ------------- |
| 월성네거리     | 월곡로                | 달서구        | 월성동        |               |
| 학산공원삼거리 | 와룡로                | 달서구        | 본동          |               |
| 학산사거리     | 송현로                | 달서구        | 본동          |               |
| (이름없음)     | 국도 제5호선 (월배로) | 달서구        | 송현동        |               |

## 주요 건물 및 시설
- GS25 월성우방점 (학산로 14/월성동 500-12)
- 홈플러스 익스플레스 월성점 (학산로 17/월성동 89-2)
- 달서구 청 (학산로 45/월성동 281)
- 달서구보건소 (학산로 45/월성동 281)
- 대구달서경찰서 (학산로 55/월성동 282)
- 대구달서우체국 (학산로 65/월성동 283-1)
- 대구달서소방서 (학산로 75/월성동 283-2)
- 송현지구대 (학산로 184/송현동 500-13)
- 대구광역시 남부교육지원청 (학산로 185/본동 275-3)
- 새마을금고 송현새마을금고 송현제2지점 (학산로 208/송현동 166-1)
- 달서구선거관리위원회 (학산로 234/송현동 158-4)